# Dodge Super Bee
Dodge Super Bee — автомобіль виробництва компанії Dodge, що належить концерну Chrysler Corporation, що виготовлявся обмеженою серією з 1968 по 1980 рік. У 2007 році була відроджена модель Dodge Charger Super Bee.

## Розробка
Підрозділи Chrysler Performance Division Dodge і Plymouth завжди змагалися між собою. Хороші продажі Plymouth Road Runner спонукали генерального менеджера Dodge Division Роберта МакКаррі дати вказівку підрозділу Dodge Styling створити конкурента. Дизайнерам була поставлена задача створити нове ім'я і дизайн в дусі Dodge. Старший конструктор Харві Дж Вінн (Harvey J Winn) виграв конкурс з назвою «Super Bee» і новим дизайном. Перший Super Bee був заснований на базі Dodge Coronet 1968 року. Автомобіль вперше був показаний в 1968 році на «Detroit Auto Show».

## Двигуни
- 1968–1970	6.3 L Magnum	335 к.с. 576 Нм
- 1968–1970	7.0 L Hemi	425 к.с. 664 Нм
- 1969–1970	7.2 L Six-Pack	390 к.с. 664 Нм

## Виробництво
- 1968: 7,842–7,717 (383), 125 (426 Hemi)
- 1969: 27,800–25,727 (383), 1,907 (440 Six Pack), 166 (426 Hemi)
- 1970: 15,506